# خولیو الیسگویی
خولیو الیسگویی (انگلیسی: Julio Elícegui; ۵ دسامبر ۱۹۱۰ – ۳۱ اوت ۲۰۰۱) بازیکن فوتبال اهل اسپانیا بود.
از باشگاه‌هایی که در آن بازی کرده‌است می‌توان به باشگاه فوتبال اتلتیکو مادرید و باشگاه فوتبال دپورتیوو لاکرونیا اشاره کرد.
وی همچنین در تیم ملی فوتبال اسپانیا بازی کرده‌است.